# Arènes de Nîmes

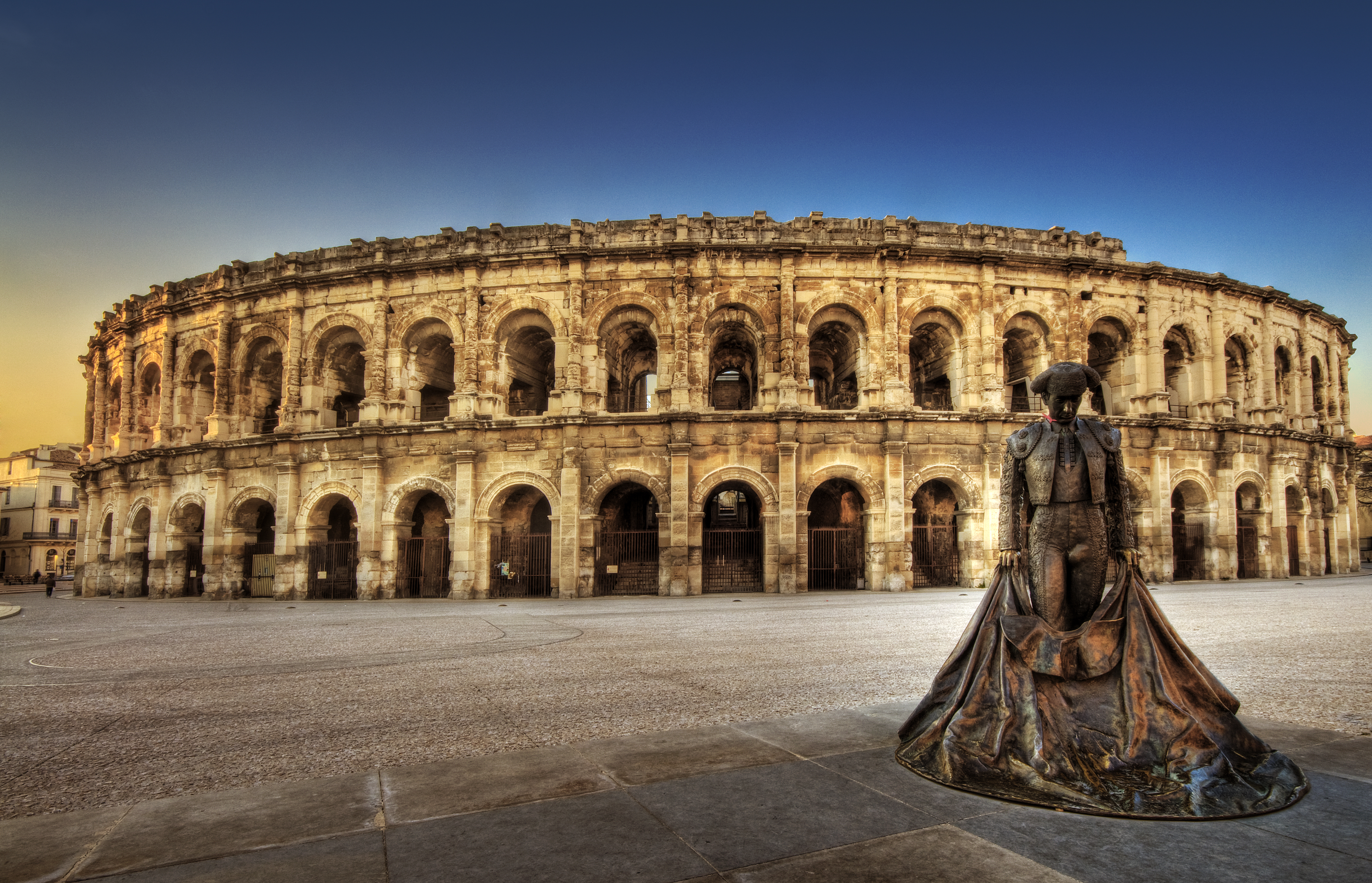
Arènes de Nîmes.

Arènes de Nîmes là một đấu trường La Mã được tọa lạc ở thành phố Nîmes Pháp. Được xây dựng khoảng năm 70, nó đã được kiến trúc lại vào năm 1863 để phục vụ như một đấu trường đấu bò. Arènes de Nimes là nơi của hai trận đấu bò tót hàng năm, và nó cũng được dùng cho các sự kiện công cộng khác.
Tòa nhà hình elip bao quanh một không gian trung tâm dài 133 m và rộng 101 m. Nó được bao quanh bởi 34 hàng ghế hỗ trợ bởi một trình xây dựng vòm. Nó có sức chứa 16.300 khán giả và từ năm 1989 có một mái di động và một hệ thống sưởi ấm.
Khi đế quốc La Mã sụp đổ, giảng đường đã được củng cố bởi những người Visigoth và bao quanh bởi một bức tường. Trong những năm hỗn loạn tiếp theo sau sự sụp đổ của Visigoth điện ở Hispania và Septimania, không kể đến cuộc xâm lược của người Hồi giáo và tái chinh phục tiếp theo của các vị vua Pháp vào đầu thế kỷ 18, các tử tước của Nîmes xây dựng một cung điện tăng cường trong đấu đường này. Sau đó, một khu phố nhỏ phát triển trong giới hạn của nó, hoàn thành với một trăm hai cư dân và nhà nguyện. Bảy trăm người dân sống trong đấu trườngtrong thời kỳ đỉnh của dịch vụ của nó như là một cộng đồng kèm theo.
Các tòa nhà vẫn còn trong đấu trường cho đến thế kỷ thứ 18, khi quyết định đã được thực hiện để chuyển đổi hình thức đấu đường vào hiện tại.